# Hala Jarząbcza

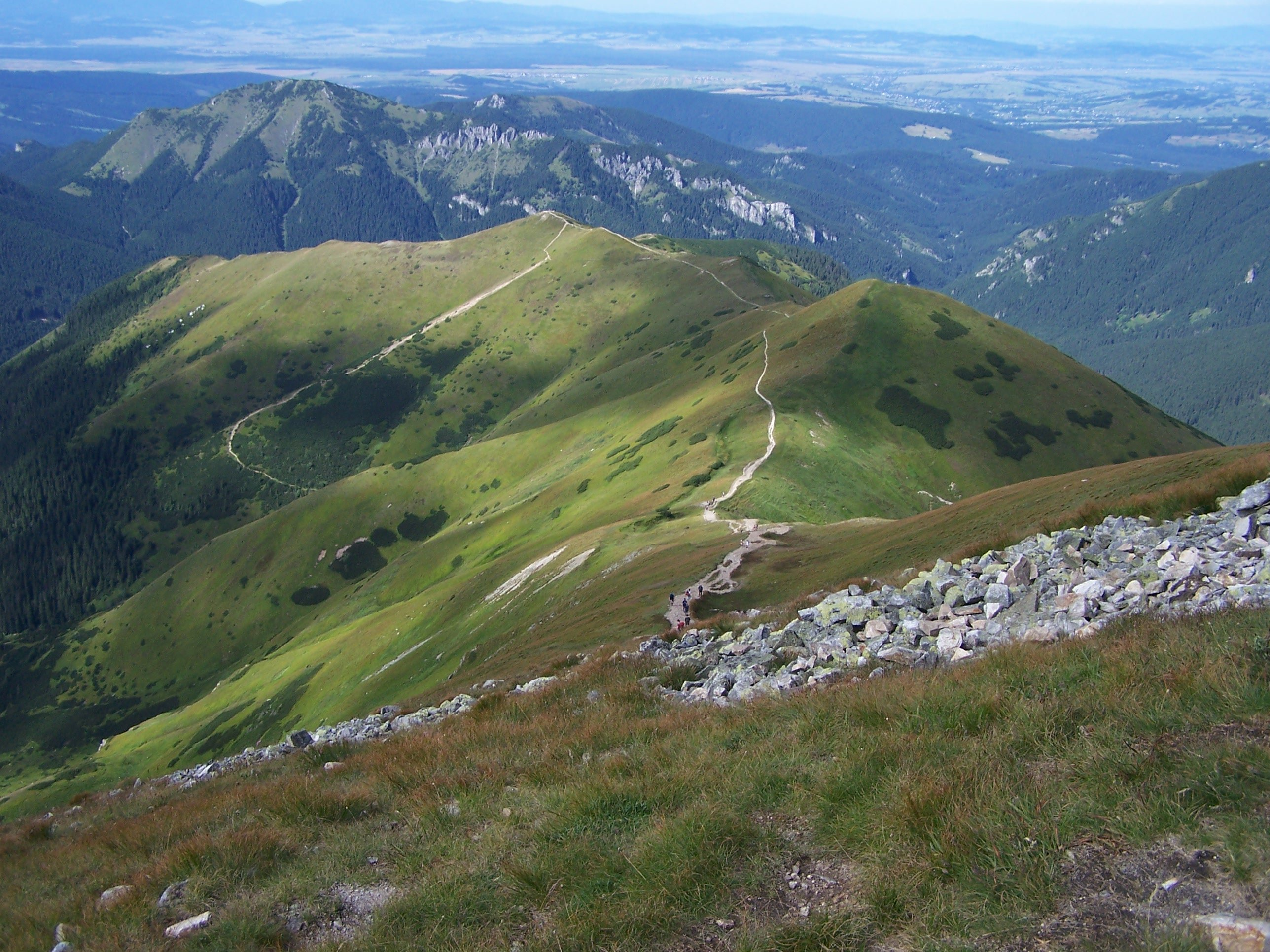
Zachodnie zbocza Trzydniowiańskiego Wierchu i Czubika wchodziły w skład hali. W głębi Bobrowiec

Hala Jarząbcza – dawna hala pasterska w polskich Tatrach Zachodnich.

## Opis ogólny
Znajdowała się w Dolinie Jarząbczej oraz górnej części głównej gałęzi Doliny Chochołowskiej (po wschodniej stronie Chochołowskiego Potoku). Południową granicę hali tworzył Kończysty Wierch i Jarząbczy Wierch, wschodnią grzbiet Czubika i Trzydniowiańskiego Wierchu. Od Wyżniej Hali Chochołowskiej oddzielona była Czerwonym Wierchem i lasem Hotarz. W jej skład wchodziły polany: Niżnia Jarząbcza Polana i Wyżnia Jarząbcza Polana oraz niebędące polanami równie: Jarząbcze Szałasiska i Jarząbcze Rówienki.
Nazwa hali pochodziła od nazwiska dawnych właścicieli – Jarząbków z Bańskiej. W 1960 r. miała ogólną powierzchnię 365,98 ha, z tego pastwiska stanowiły 2,4 ha, halizny 52,4 ha, lasy 25,0 ha, kosodrzewina 100,0 ha, nieużytki 186,18 ha. Powierzchnia serwitutu w lasach wynosiła 164,42 ha. Hala stanowiła własność Wspólnoty Leśnej Uprawnionych Ośmiu Wsi z siedzibą w Witowie. W 1965 r. weszła w skład Tatrzańskiego Parku Narodowego.

## Szlaki turystyczne
– czerwony przez Wyżnią Polanę Jarząbczą i Jarząbcze Szałasiska na Trzydniowiański Wierch. Czas przejścia: 2:25 h, ↓ 1:55 h
 – biało-żółty szlak papieski (znakowany inaczej niż szlaki turystyczne) do Doliny Jarząbczej, biegnący razem ze szlakiem czerwonym przez Wyżnią Jarząbczą Polanę. Czas przejścia: 55 min, ↓ 45 min